# 한국관광농원협회
한국관광농원협회는 회원상호간의 협력, 관광농원에 관한 교육·홍보 등을 통하여 관광농원을 육성 발전시켜 농어촌 경제활성화에 기여 목적으로 1994년 3월 7일 설립된 대한민국 농림수산식품부 소관의 사단법인이다. 사무실은 전라북도 고창군 공음면 선동리 산119-2에 있다.

## 주요 사업
- 교육사업 : 관광농원사업 정책교육 및 자율정화교육, 관광농원 경영교육, 신규참여자 및 농원관리자 교육
- 홍보사업 : 협회보 발간, 인터넷 홍보
- 영업사업 : 관광농원 체인화 사업, 향토음식 시식회 등 특별 이벤트 개최, 도농교류사업 및 농업농촌체험교육사업